# 奇姆尼羅克 (北卡羅萊納州)
奇姆尼羅克（英語：Chimney Rock）是一個位於美國北卡羅萊納州拉瑟福縣的村。

## 人口
根據2020年美國人口普查的數據，奇姆尼羅克的面積為8.70平方千米，當中陸地面積為8.69平方千米，而水域面積為0.01平方千米。當地共有人口140人，而人口密度為每平方千米16人。